# Coupe d'Asie des vainqueurs de coupe de football

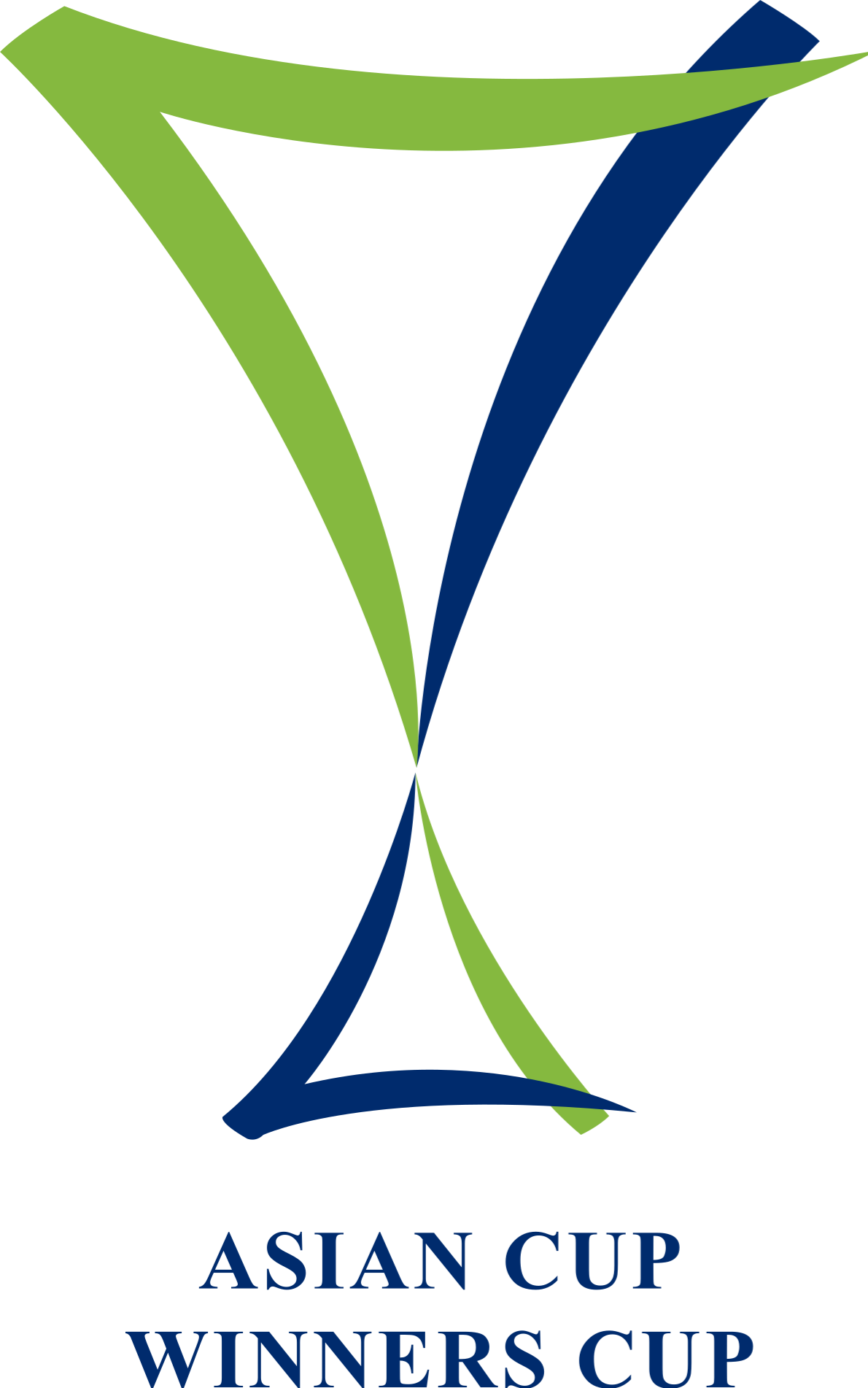
Logo de la compétition

La Coupe d'Asie des vainqueurs de coupe ou Coupe des coupes asiatique, créée en 1990 et disparue au début de la saison 2002-2003 du fait de la refonte du système des coupes asiatiques, réunissait les vainqueurs des coupes de chaque pays asiatique. Il s'agissait d'une compétition à élimination directe en match aller-retour. Jusqu'en 1994, la finale se jouait également en deux manches.

## Palmarès
| Édition | Saison | Vainqueur             | Finaliste               | Aller    | Retour   |
| ------- | ------ | --------------------- | ----------------------- | -------- | -------- |
| 1er     | 1991   | Persépolis            | Al Muharraq Club        | 0 - 0    | 1 - 0    |
| 2e      | 1992   | Nissan Motors FC      | Al-Nassr Riyad          | 1 - 1    | 5 - 0    |
| 3e      | 1993   | Yokohama Marinos (2)  | Persépolis              | 1 - 2    | 2 - 0    |
| 4e      | 1994   | Al-Qadisiya Al-Khubar | South China AA          | 4 - 2    | 2 - 0    |
| 5e      | 1995   | Yokohama Flügels      | Al Sha'ab Sharjah       | 2 - 1 ap | 2 - 1 ap |
| 6e      | 1996   | Shonan Bellmare       | Al Talaba Bagdad        | 2 - 1    | 2 - 1    |
| 7e      | 1997   | Al-Hilal Riyad        | Nagoya Grampus Eight    | 3 - 1    | 3 - 1    |
| 8e      | 1998   | Al-Nassr Riyad        | Suwon Samsung Bluewings | 1 - 0    | 1 - 0    |
| 9e      | 1999   | Al-Ittihad Djeddah    | Chunnam Dragons         | 3 - 2 ap | 3 - 2 ap |
| 10e     | 2000   | Shimizu S-Pulse       | Al-Zawra'a SC           | 1 - 0    | 1 - 0    |
| 11e     | 2001   | Al-Shabab Riyad       | Dalian Shide            | 4 - 2    | 4 - 2    |
| 12e     | 2002   | Al-Hilal Riyad (2)    | Jeonbuk Hyundai Motors  | 2 - 1 ap | 2 - 1 ap |

## Palmarès par Clubs
| Place | Club                    | Victoire(s)    | Finale(s) |
| ----- | ----------------------- | -------------- | --------- |
| 1     | Yokohama Marinos        | 2 (1992, 1993) | -         |
| 1     | Al-Hilal Riyad          | 2 (1997, 2002) | -         |
| 3     | Persepolis              | 1 (1991)       | 1 (1993)  |
| 3     | Al-Nassr Riyad          | 1 (1998)       | 1 (1992)  |
| 5     | Al-Qadisiya Al-Khubar   | 1 (1994)       | -         |
| 5     | Yokohama Flügels        | 1 (1995)       | -         |
| 5     | Shonan Bellmare         | 1 (1996)       | -         |
| 5     | Al-Ittihad Djeddah      | 1 (1999)       | -         |
| 5     | Shimizu S-Pulse         | 1 (2000)       | -         |
| 5     | Al-Shabab Riyad         | 1 (2001)       | -         |
| 11    | Al Muharraq Club        | -              | 1 (1991)  |
| 11    | South China AA          | -              | 1 (1994)  |
| 11    | Al Sha'ab Sharjah       | -              | 1 (1995)  |
| 11    | Al Talaba Bagdad        | -              | 1 (1996)  |
| 11    | Nagoya Grampus Eight    | -              | 1 (1997)  |
| 11    | Suwon Samsung Bluewings | -              | 1 (1998)  |
| 11    | Chunnam Dragons         | -              | 1 (1999)  |
| 11    | Al-Zawra'a SC           | -              | 1 (2000)  |
| 11    | Dalian Shide            | -              | 1 (2001)  |
| 11    | Jeonbuk Hyundai Motors  | -              | 1 (2002)  |

## Palmarès par pays
| Place | Pays                | Victoire(s)                            | Finale(s)            |
| ----- | ------------------- | -------------------------------------- | -------------------- |
| 1     | Arabie saoudite     | 6 (1994, 1997, 1998, 1999, 2001, 2002) | 1 (1992)             |
| 2     | Japon               | 5 (1992, 1993, 1995, 1996, 2000)       | 1 (1997)             |
| 3     | Iran                | 1 (1991)                               | 1 (1993)             |
| 4     | Corée du Sud        | -                                      | 3 (1998, 1999, 2002) |
| 5     | Iraq                | -                                      | 2 (1996, 2000)       |
| 6     | Bahreïn             | -                                      | 1 (1991)             |
| 7     | Hong-Kong           | -                                      | 1 (1994)             |
| 8     | Émirats arabes unis | -                                      | 1 (1995)             |
| 9     | Chine               | -                                      | 1 (2001)             |